# Dân chủ
Dân chủ là một phương pháp ra quyết định tập thể trong đó mọi thành viên đều có quyền ngang nhau khi tham gia ra quyết định. Dân chủ cũng được hiểu là một hình thái nhà nước thừa nhận nguyên tắc thiểu số phục tùng đa số. Dân chủ được định nghĩa thêm như sau :"chính quyền của nhân dân, đặc biệt là: sự thống trị của số đông" hoặc "một chính phủ trong đó quyền lực tối cao được trao cho người dân và thực hiện bởi họ trực tiếp hoặc gián tiếp thông qua một hệ thống đại diện thường liên quan đến việc tổ chức định kỳ các cuộc bầu cử tự do".
Khái niệm về dân chủ đã phát triển đáng kể theo thời gian. Hình thức dân chủ ban đầu là dân chủ trực tiếp. Hình thức dân chủ phổ biến nhất hiện nay là dân chủ đại nghị, trong đó nhân dân bầu các quan chức chính phủ thay mặt họ để quản lý, chẳng hạn như chế độ dân chủ nghị viện hoặc tổng thống. Việc ra quyết định phổ biến hàng ngày của các nền dân chủ là quy tắc đa số, tức chọn lựa chọn nào nhận được đa số phiếu bầu, mặc dù các cách ra quyết định khác như siêu đa số và đồng thuận cũng là một phần không thể thiếu đối với các nền dân chủ. Chúng phục vụ mục đích quan trọng là tính toàn diện và tính hợp pháp rộng rãi hơn đối với các vấn đề nhạy cảm, đối trọng với chủ trương đa số quyết định—chủ trương cho rằng một hạng người đa số trong xã hội được ra quyết định ảnh hưởng đến toàn xã hội—và do đó chủ yếu được ưu tiên ở cấp độ hiến pháp.
Dân chủ trái ngược với các hình thức chính phủ mà quyền lực được nắm giữ bởi một cá nhân, như trong các hệ thống chuyên quyền như chế độ quân chủ tuyệt đối, hoặc khi quyền lực được nắm giữ bởi một số ít cá nhân, như trong chế độ đầu sỏ—những thuyết đối lập kế thừa từ triết học Hy Lạp cổ đại. Karl Popper đã định nghĩa dân chủ trái ngược với chế độ độc tài hoặc bạo chúa; nó tập trung vào các cơ hội để người dân kiểm soát các nhà lãnh đạo của họ và cách chức họ mà không cần đến một cuộc cách mạng. Ý kiến của dân chúng thế giới ủng hộ mạnh mẽ các hệ thống chính phủ dân chủ.
Lenin cho rằng nhà nước dân chủ mang tính giai cấp, nó là phương tiện và công cụ của giai cấp thống trị "bảo đảm cho một giai cấp thi hành bạo lực một cách có hệ thống chống lại một giai cấp khác". Vì vậy, không có dân chủ cho tất cả mọi người. Hiểu theo nghĩa này, dân chủ cũng là một phạm trù lịch sử, gắn liền với sự tồn tại của nhà nước và sẽ biến mất khi nhà nước tiêu vong. Trong lịch sử từng có ba loại nhà nước dân chủ là dân chủ chủ nô, dân chủ tư sản và dân chủ xã hội chủ nghĩa.
Theo nhà khoa học chính trị Larry Diamond, chế độ dân chủ bao gồm bốn yếu tố chính (1) hệ thống chính trị cho việc lựa chọn và thay thế các chính phủ thông qua bầu cử tự do và công bằng, (2) tham gia tích cực của công dân, trong chính trị và đời sống dân sự, (3) bảo vệ quyền con người của mọi công dân, (4) pháp quyền, mọi công dân đều bình đẳng trước pháp luật.

## Lịch sử

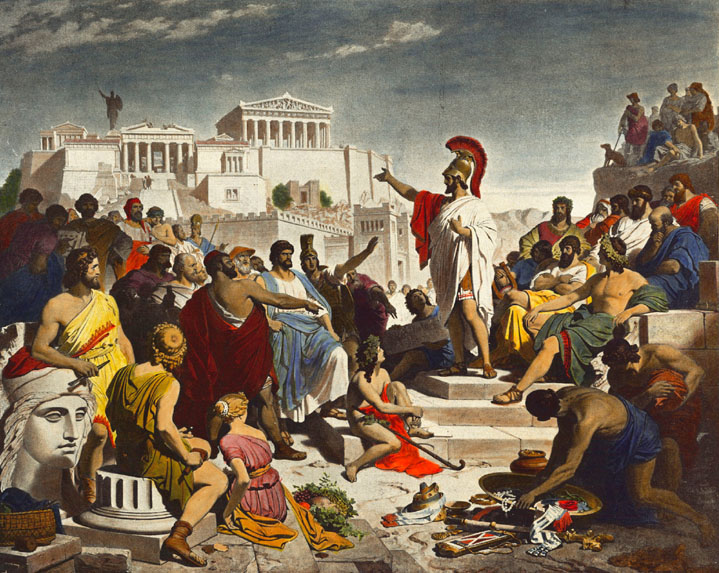
Bức tranh thế kỷ XIX của Philipp Foltz miêu tả Pericles đang diễn thuyết trước nghị viện Hy Lạp

Dân chủ có nguồn gốc từ Hy Lạp cổ đại. Thuật ngữ này xuất hiện đầu tiên tại Athena, Hy Lạp trong thế kỷ thứ V TCN với cụm từ δημοκρατία ([dimokratia]ⓘ), "quyền lực của nhân dân" được ghép từ chữ δήμος (dēmos), "nhân dân" và κράτος (kratos), "quyền lực" vào khoảng giữa thế kỷ thứ V đến thứ IV trước Công nguyên để chỉ hệ thống chính trị tồn tại ở một số thành bang Hy Lạp, nổi bật nhất là Anthena sau cuộc nổi dậy của dân chúng vào năm 508 TCN. Tương truyền, hình thức nhà nước này được Quốc vương Theseus - vị vua khai quốc của thành bang Athena - áp dụng lần đầu tiên trong thời kỳ thượng cổ. Chính phủ đó được xem là hệ thống dân chủ đầu tiên. Tại đó, người dân bầu cho mọi việc. Nhiều người xem hệ thống tại Athena chỉ diễn tả một phần của nền dân chủ vì chỉ có một thiểu số được bầu cử, trong khi nữ giới và dân nô lệ không được phép bầu. Các nền văn hóa khác cũng có đóng góp đáng kể vào quá trình phát triển của dân chủ như Đông Á, Ấn Độ cổ đại, La Mã cổ đại, Châu Âu, và Nam Bắc Mỹ. Tại các nước Đông Á chịu ảnh hưởng của Khổng giáo, tuy nhà vua nắm quyền tối cao nhưng mọi vấn đề quan trọng của quốc gia đều phải được nhà vua đem ra bàn luận với bá quan văn võ. Sau quá trình thảo luận, nhà vua sẽ là người ra quyết định dựa trên ý kiến của các quan. Đó là cơ chế làm việc tương tự với các nghị viện trong nền dân chủ hiện đại chỉ khác nhau ở chỗ nhà vua có quyền quyết định tối hậu còn nghị viện ban hành luật pháp dựa trên quan điểm số đông. Ngoài ra còn có Ngự sử đài có chức năng hặc tấu tất cả mọi việc nhằm can gián những việc không đúng hoặc chưa tốt của vua và quan lại. Đây cũng là một định chế làm tăng tính dân chủ của bộ máy nhà nước quân chủ Đông Á.
Ở mọi nền văn minh, nền dân chủ tồn tại trong các cộng đồng dân cư như bộ lạc, thị tộc, công xã, làng xã... từ thời thượng cổ, ở nhiều nơi tiếp tục tồn tại cho đến ngày nay trong đó người đứng đầu cộng đồng sẽ do cộng đồng bầu chọn. Đó là hình thức tổ chức sơ khai nhất của con người trước khi nhà nước xuất hiện. Nghĩa của từ "dân chủ" đã thay đổi nhiều lần từ thời Hy Lạp cổ đến nay vì từ thế kỷ thứ XVIII đã có nhiều chính phủ tự xưng là "dân chủ". Trong cách sử dụng ngày nay, từ "dân chủ" chỉ đến một chính phủ được dân chọn, không cần biết bằng cách trực tiếp hay gián tiếp. Quyền đi bầu khi xưa bắt đầu từ những nhóm nhỏ (như những người giàu có thuộc một nhóm dân tộc nào đó) qua thời gian đã được mở rộng trong nhiều bộ luật, nhưng vẫn còn là một vấn đề gây tranh cãi liên quan đến các lãnh thổ, khu vực bị tranh chấp có nhiều người nhập cư, và các quốc gia không công nhận các nhóm sắc tộc nào đó.
Trong chính trị học, dân chủ dùng để mô tả cho một số ít hình thức nhà nước và cũng là một loại triết học chính trị. Mặc dù chưa có một định nghĩa thống nhất về 'dân chủ', có hai nguyên tắc mà bất kỳ một định nghĩa dân chủ nào cũng đưa vào. Nguyên tắc thứ nhất là tất cả mọi thành viên của xã hội (công dân) đều có quyền tiếp cận đến quyền lực một cách bình đẳng và thứ hai, tất cả mọi thành viên (công dân) đều được hưởng các quyền tự do được công nhận rộng rãi. Một số người định nghĩa dân chủ là một "chế độ của đa số với một số quyền cho thiểu số". Chủ quyền nhân dân là một triết lý phổ biến nhưng không phải lúc nào cũng là động lực để hình thành một nền dân chủ. Tại một số quốc gia, dân chủ dựa trên nguyên tắc triết học về quyền bình đẳng. Nhiều người sử dụng thuật ngữ "dân chủ" như một cách nói tắt của dân chủ tự do, còn bao gồm thêm một số yếu tố như đa nguyên chính trị, sự bình đẳng trước pháp luật, quyền kiến nghị các viên chức được bầu nếu cảm thấy bất bình, quyền tự do ngôn luận, thủ tục tố tụng, quyền tự do công dân, quyền con người, và những yếu tố của xã hội dân sự độc lập với nhà nước.
Dân chủ được gọi là "hình thức nhà nước cuối cùng" và đã lan rộng trên khắp toàn cầu. Dân chủ còn có một định nghĩa khác trong lý thuyết hiến pháp, đặc biệt là khi nghiên cứu về công việc của những "Khai quốc công thần Hoa Kỳ". Trong cách dùng này, thì chữ "dân chủ" để riêng chỉ đến "dân chủ trực tiếp", trong khi "dân chủ đại biểu" trong đó dân chúng bầu người thay mặt cai trị theo một hiến pháp thì lại dùng chữ "cộng hòa" (republic). Theo cách dùng hiện thời thì chữ "cộng hòa" dùng để chỉ bất cứ một quốc gia nào có một người quốc trưởng được bầu lên làm việc một thời gian có hạn, khác với hầu hết các chính phủ quân chủ cha truyền con nối hiện thời đều là các chính phủ dân biểu và hiến pháp quân chủ nhưng cai trị theo chế độ nghị viện (parliamentarism) do đó là nền dân chủ. Tại một số quốc gia, chế độ dân chủ mang danh nghĩa là nền quân chủ, nhưng trong thực tế được lãnh đạo bởi một Nghị viện được bầu một cách dân chủ. Các danh từ cổ này vẫn còn chút thông dụng trong cách cuộc tranh biện giữa Phe bảo thủ và Đảng Libertarian tại Hoa Kỳ. Tại Hoa Kỳ, tam quyền phân lập thường được xem là đặc tính hỗ trợ cho dân chủ, nhưng ở các quốc gia khác, như Vương quốc Anh, triết lý chi phối lại là chủ quyền tối cao của nghị viện (mặc dù trên thực tế vẫn duy trì sự độc lập tòa án). Trong các trường hợp, "dân chủ" được dùng với nghĩa dân chủ trực tiếp. Mặc dù thuật ngữ "dân chủ" thường được dùng trong bối cảnh chính trị của quốc gia, những nguyên lý này cũng áp dụng cho các tổ chức cá nhân và các nhóm khác.
Những nhà lập hiến nguyên thủy của Hiến pháp Hoa Kỳ được ghi nhận là đã biết điều mà họ cho là sự nguy hiểm của cách cai trị theo đa số, trong đó tự do cá nhân có thể bị đàn áp. Ví dụ, James Madison, trong Federalist Papers số 10 đã cổ vũ cho nền cộng hòa hơn là nền dân chủ chính là để bảo vệ cá nhân chống lại đa số. Tuy vậy, trong thời điểm đó, các nhà lập hiến đã dựng nên những cơ quan dân chủ và cải cách xã hội quan trọng trong khuôn khổ của hiến pháp và Dự luật Dân quyền (Bill of Rights). Họ giữ lại những yếu tố hay nhất của thể chế dân chủ, sau khi đã sửa sai bằng cách cân bằng quyền lực và với một cơ cấu liên bang nằm lên trên. Theo như cách nói mạnh mẽ và sắc sảo của Thomas Jefferson thì lời hứa của dân chủ là "được sống, được tự do và mưu cầu hạnh phúc".
Có những quan điểm khác về nền dân chủ như John Stuart Mill cho rằng lập pháp theo phương pháp dân chủ tốt hơn không dân chủ ở chỗ những người ra quyết định phải tính đến lợi ích, quyền và quan điểm của hầu hết dân chúng. Nền dân chủ trao quyền lực chính trị cho mỗi đại biểu và có nhiều người tham gia vào quá trình lập pháp hơn dưới chế độ chuyên chế. Nền dân chủ cũng đáng tin cậy hơn trong việc đưa ra những quyết định đúng đắn vì nó cho phép nhiều người tham gia vào quá trình quyết định do đó nhận được nhiều nguồn thông tin và đánh giá phê phán luật hay chính sách. Ra quyết định theo cách dân chủ cũng hướng đến lợi ích của công dân nhằm nâng cao những lợi ích đó hơn là những cách ra quyết định khác. Hơn nữa những cuộc thảo luận rộng rãi trong nền dân chủ tạo điều kiện cho những đánh giá phê phán của những quan điểm đạo đức khác nhau dẫn đường cho những người ra quyết định. Cuối cùng nền dân chủ làm cho nhân dân đứng lên vì bản thân họ hơn những hình thức cai trị khác vì việc ra quyết định tập thể phụ thuộc vào dân chúng hơn chế độ độc tài do đó trong xã hội dân chủ cá nhân tự chủ hơn. Ngoài ra nền dân chủ làm cho con người suy nghĩ duy lý và cẩn thận hơn bởi vì họ tham gia vào quyết định xã hội sẽ đi theo hướng nào. Nền dân chủ cũng nâng cao phẩm chất đạo đức của công dân vì khi tham gia ra quyết định họ phải lắng nghe người khác, phải thay đổi họ cho phù hợp với người khác và phải suy nghĩ đến lợi ích của người khác. Điều này làm cho con người phải suy nghĩ đến lợi ích chung và lẽ phải thông thường do đó nền dân chủ nâng cao sự tự chủ, lý tính và đạo đức của mỗi công dân.
Tuy nhiên, không nhà tư tưởng nào cũng tin rằng dân chủ có ý nghĩa tích cực. Plato cho rằng dân chủ thấp kém hơn chế độ độc tài vì dân chủ hướng đến việc xóa bỏ việc cai trị quốc gia một cách chuyên nghiệp. Trong nền dân chủ, những người là chuyên gia trong việc tranh cử chứ không phải những nhà cai trị tài giỏi sẽ thắng cử. Điều này đồng nghĩa với việc những kẻ mị dân sẽ nắm quyền lực chứ không phải là những người tài đức vì hầu hết người dân không có khả năng hình dung được những vấn đề khó khăn mà chính trị gia phải đối mặt nhưng để chiến thắng trong cuộc bầu cử chính trị gia phải cho người dân thấy cái gì đúng và không đúng do đó những người giỏi thể hiện trước đám đông sẽ có nhiều khả năng thắng cử hơn. Thomas Hobbes cũng cho rằng dân chủ thấp kém hơn chế độ độc tài vì công dân và chính trị gia có khuynh hướng không có ý thức trách nhiệm đối với chất lượng lập pháp vì không người nào tạo ra một ảnh hưởng lớn có ý nghĩa đối với việc ra quyết định do đó ảnh hưởng xấu đến chất lượng lập pháp. Những người theo lý thuyết sự lựa chọn công cộng cho rằng dân chúng không có kiến thức và thờ ơ với chính trị do đó tạo điều kiện cho những nhóm lợi ích chi phối các chính trị gia và sử dụng quyền lực nhà nước để phục vụ cho lợi ích riêng của họ trong khi bắt người khác phải gánh chịu chi phí. Khi điều này xảy ra thì càng mở rộng dân chủ càng tạo ra một nền kinh tế thiếu hiệu quả.
Dân chủ còn được xem là chứa đựng những giá trị như tự do và bình đẳng. Các nguyên tắc cơ bản của nền dân chủ được tạo ra dựa trên ý tưởng mọi người đều có quyền tự do. Dân chủ mở rộng ý tưởng mỗi người làm chủ cuộc sống của anh ta nên có quyền tham gia vào quá trình ra quyết định tập thể. Mỗi người đều chịu tác động của xã hội mình đang sống do đó chỉ khi anh ta có có tiếng nói và lá phiếu ngang nhau trong cuộc bầu cử thì mới có thể kiểm soát những điều kiện xã hội đang tác động đến anh ta. Chỉ trong nền dân chủ con người mới có cơ hội tự chủ. Cá nhân có quyền tự chủ sẽ có quyền tham gia vào nền dân chủ. Quyền tự chủ cũng cho phép con người mắc sai lầm. Mỗi người có quyền ra quyết định có hại cho bản thân anh ta nên một cộng đồng có quyền ra quyết định sai lầm cho họ thông qua nền dân chủ. Những người ủng hộ dân chủ còn cho rằng dân chủ là một cách đối xử với các cá nhân một cách bình đẳng. Khi con người cố gắng giải quyết vấn đề một cách đúng đắn theo những cách khác nhau, mỗi người có khuynh hướng áp đặt giải pháp của họ lên người khác. Chính vì thế tranh luận nảy sinh. Dân chủ là hiện thân của việc thỏa hiệp một cách hòa bình và tốt đẹp để giải quyết mâu thuẫn quan điểm và lợi ích. Trong quá trình thỏa hiệp đó mọi người đều có vị thế ngang nhau khi ra quyết định. Việc ra quyết định theo cách dân chủ tôn trọng quan điểm của mỗi cá nhân trong vấn đề chung bằng cách cho mỗi người quyền phát biểu ngang nhau trong trường hợp bất đồng.

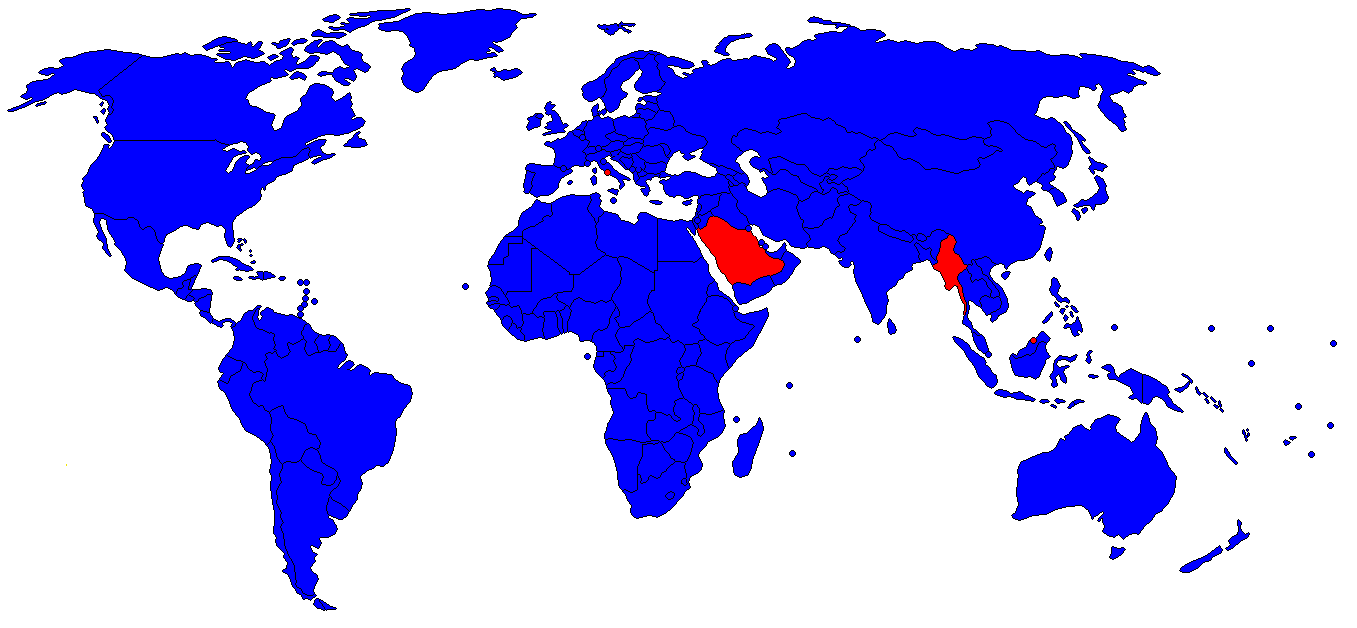
Bản đồ thể hiện các quốc gia tuyên bố có nền dân chủ, vào tháng 3 năm 2008.
Chính phủ tuyên bố có nền dân chủ
Chính phủ không tự nhận mình là dân chủ.

Những nền dân chủ hiện đại bao gồm những định chế sau đây: 
- Hiến pháp để giới hạn các quyền và kiểm soát hoạt động của chính phủ, có thể là hiến pháp thành văn, bất thành văn hoặc hỗn hợp cả hai loại.
- Bầu các ứng cử viên một cách tự do và công bằng.
- Quyền bầu cử và ứng cử của người dân.
- Quyền tự do ngôn luận, tự do lập hội...
- Quyền tự do báo chí và quyền truy cập thông tin từ nhiều nguồn.
- Quyền tự do giao thiệp.
- Quyền công bằng trước pháp luật và xét xử tuân theo quy tắc của pháp luật.
- Người dân được thông tin về quyền lợi và trách nhiệm dân sự.

Dân chủ xã hội chủ nghĩa hay còn gọi là dân chủ nhân dân là cụm từ mô tả nền dân chủ của các nước xã hội chủ nghĩa do Đảng Cộng sản lãnh đạo. Các nước xã hội chủ nghĩa đều tuyên bố mình là nền dân chủ, thậm chí còn gắn từ "dân chủ" vào tên nước như Việt Nam Dân chủ Cộng hòa, Cộng hòa Dân chủ Đức, Campuchia Dân chủ, Cộng hòa Dân chủ Nhân dân Triều Tiên... Từ khi hệ tư tưởng Marx - Lenin ra đời và phong trào vô sản nổi lên, tạo nên ý thức hệ đối lập với chủ nghĩa tư bản thì khái niệm dân chủ cũng được chia thành hai thể loại chính, những người ủng hộ chủ nghĩa xã hội thường gọi hệ thống dân chủ phương Tây là "dân chủ tư sản" (dân chủ thực chất dành riêng cho giai cấp tư sản), đồng thời gọi hệ thống dân chủ của các nước xã hội chủ nghĩa là "dân chủ nhân dân" (dân chủ cho tất cả nhân dân). Ý tưởng ban đầu về nền dân chủ nhân dân là dân chủ trực tiếp trong các cộng đồng dân cư được gọi là công xã. Hệ thống dân chủ nhân dân cuối cùng biến thành các hội đồng nhân dân (còn gọi là Soviet) bao gồm các đại biểu do nhân dân bầu ra tương tự với nền dân chủ đại nghị phương Tây. Ý tưởng dân chủ nhân dân kết hợp với ý tưởng chuyên chính vô sản hình thành khái niệm chuyên chính dân chủ nhân dân. Tại các nước cộng sản áp dụng mô hình nhà nước Leninist quyền lãnh đạo thật sự nằm trong tay một đảng cầm quyền duy nhất chứ không thuộc về các hội đồng nhân dân.
Có quan điểm cho rằng trên nguyên tắc, nền dân chủ xã hội chủ nghĩa có một số đặc điểm sau:
- Nhà nước do nhân dân lập ra thông qua cơ chế phổ thông đầu phiếu và kín
- Mọi cơ quan quyền lực Nhà nước đều do nhân dân ủy quyền
- Mọi hoạt động của Nhà nước vì lợi ích của nhân dân
- Mọi hoạt động của Nhà nước phải được đặt dưới sự kiểm tra, giám sát của nhân dân
- Nhân dân có quyền bày tỏ sự tín nhiệm với các cơ quan Nhà nước.

Những người ủng hộ nền dân chủ phương Tây gọi hệ thống dân chủ của họ là thế giới tự do, gọi các nước xã hội chủ nghĩa là chế độ toàn trị. Mỗi bên có quan niệm khác nhau về chủ đề này. Những người ủng hộ dân chủ phương Tây thường nhấn mạnh vào khía cạnh đầu phiếu phổ thông, các quyền tự do chính trị, tự do dân sự. Phía xã hội chủ nghĩa lại nhấn mạnh vào khía cạnh làm chủ giá trị thặng dư, tư liệu sản xuất, phân phối của cải xã hội công bằng và phúc lợi xã hội.
Theo phía những người ủng hộ chủ nghĩa tư bản như những người tự do hay bảo thủ, dân chủ đi kèm với đa nguyên chính trị và đa đảng - mặc dù cơ chế không bộc lộ đầy đủ giá trị dân chủ. Những người dân tộc chủ nghĩa (kể cả một số ủng hộ chủ nghĩa tư bản) và chủ nghĩa phát xít thường khước từ cơ chế này. Trong khi đó những người xét lại chủ nghĩa Marx (dân chủ xã hội) chấp thuận một nền "dân chủ thuần túy" trong khi vẫn tự cho mình đấu tranh quyền lợi công nhân. Ngược lại những người cộng sản chính thống ủng hộ cho chế độ một đảng cộng sản, sự nhất nguyên chính trị và thực hành nền "dân chủ xã hội chủ nghĩa" trước khi xã hội chuyển sang xã hội cộng sản được Marx miêu tả "sự phát triển tự do của mỗi người là điều kiện cho sự phát triển tự do của tất cả mọi người". Những người ủng hộ tôn giáo hay thần quyền thường khước từ dân chủ nhưng cùng với sự phát triển của xã hội, nhận thức của họ cũng thay đổi và chấp thuận một nền dân chủ gắn với tôn giáo.
Hiện nay các quốc gia có nền dân chủ vẫn luôn ước mong và vận động, kêu gọi các quốc gia chưa có nền dân chủ hãy nên mạnh dạn cải cách chính trị theo hướng dân chủ hóa để tạo điều kiện thiết lập một nền dân chủ thật sự. Sự lan truyền của tư tưởng dân chủ từ các nước phương Tây sang các nước khác thành một làn sóng dân chủ. Làn sóng dân chủ đã trở thành một trào lưu chính trị có ảnh hưởng trên thế giới. Tuy nhiên, sự tồn tại của nền dân chủ phụ thuộc vào những yếu tố nội tại của một quốc gia chứ không thể áp đặt từ bên ngoài. Nó là kết quả của một quá trình tiến hóa xã hội lâu dài dựa trên sự phát triển của nhân tính và lý tính thông qua quá trình khai sáng kéo dài nhiều thế hệ. Nền dân chủ phương Tây hiện nay là kết quả của quá trình tiến hóa xã hội kéo dài trong suốt 500 năm qua trong đó dân chủ sẽ tăng lên cùng với thu nhập bình quân đầu người và trình độ dân trí.
Nhiều phong trào dân chủ trên thế giới được phương Tây ủng hộ không thiết lập nổi một nền dân chủ ổn định mà chỉ dẫn tới hỗn loạn và nội chiến do các phe phái chính trị không thể hợp tác với nhau để duy trì nền dân chủ mà đấu tranh với nhau để giành quyền lực với sự hỗ trợ của ngoại bang còn dân chúng bị lôi cuốn vào cuộc xung đột đó. Điển hình như một số nước Trung Á và Trung Đông từng trải qua các cuộc cách mạng dân chủ được phương Tây hỗ trợ đều không thiết lập nổi nền dân chủ mà đang chìm trong hỗn loạn và nội chiến. Cho đến năm 2016, chỉ số dân chủ của các quốc gia này rất thấp như Afghanistan là 2,55, Iraq là 4,08, Lebanon là 4,86, Libya là 2,25, Syria là 1,43, Ai Cập là 3,31... Không phải cộng đồng nào cũng có tính cách, văn hóa và nhận thức phù hợp với nền dân chủ. Không thể có nền dân chủ nếu các bên tham gia vào nền dân chủ không hiểu rõ thế nào là dân chủ và làm cách nào để duy trì dân chủ nghĩa là không thể có nền dân chủ nếu xã hội không có nền tảng tư tưởng vững chắc về dân chủ. Không phải quốc gia nào cũng có những điều kiện kinh tế - chính trị - xã hội phù hợp với nền dân chủ. Việc cố gắng mô phỏng một hình thức nhà nước mà không hiểu rõ triết lý, ưu nhược điểm và những điều kiện tồn tại của nó chỉ dẫn xã hội đến hỗn loạn. Sự bất mãn của dân chúng chỉ góp phần làm cho một nhà nước sụp đổ, dẫn xã hội đến hỗn loạn chứ không bao giờ đem đến một nền dân chủ. Chỉ có sự trưởng thành của họ mới tạo ra nền dân chủ.

## Vấn đề cơ bản
Có ba vấn đề quan trọng đối với nền dân chủ. Vấn đề thứ nhất là ai nên là người lãnh đạo. Plato cho rằng một số người thông minh và có đạo đức hơn những người khác do đó những người đó nên cai trị. Vấn đề thứ hai là xã hội có sự phân công lao động nên nếu mọi người tập trung vào các hoạt động chính trị thì không còn thời gian và năng lượng để làm việc khác. Ngược lại nếu họ tập trung thời gian và sức lực vào những việc khác thì họ không thể tham gia vào chính trị. Vấn đề thứ ba là các cá nhân có quá ít tác động lên các quyết định chính trị nên họ thiếu tinh thần trách nhiệm đối với lá phiếu của họ.

### Bầu cử

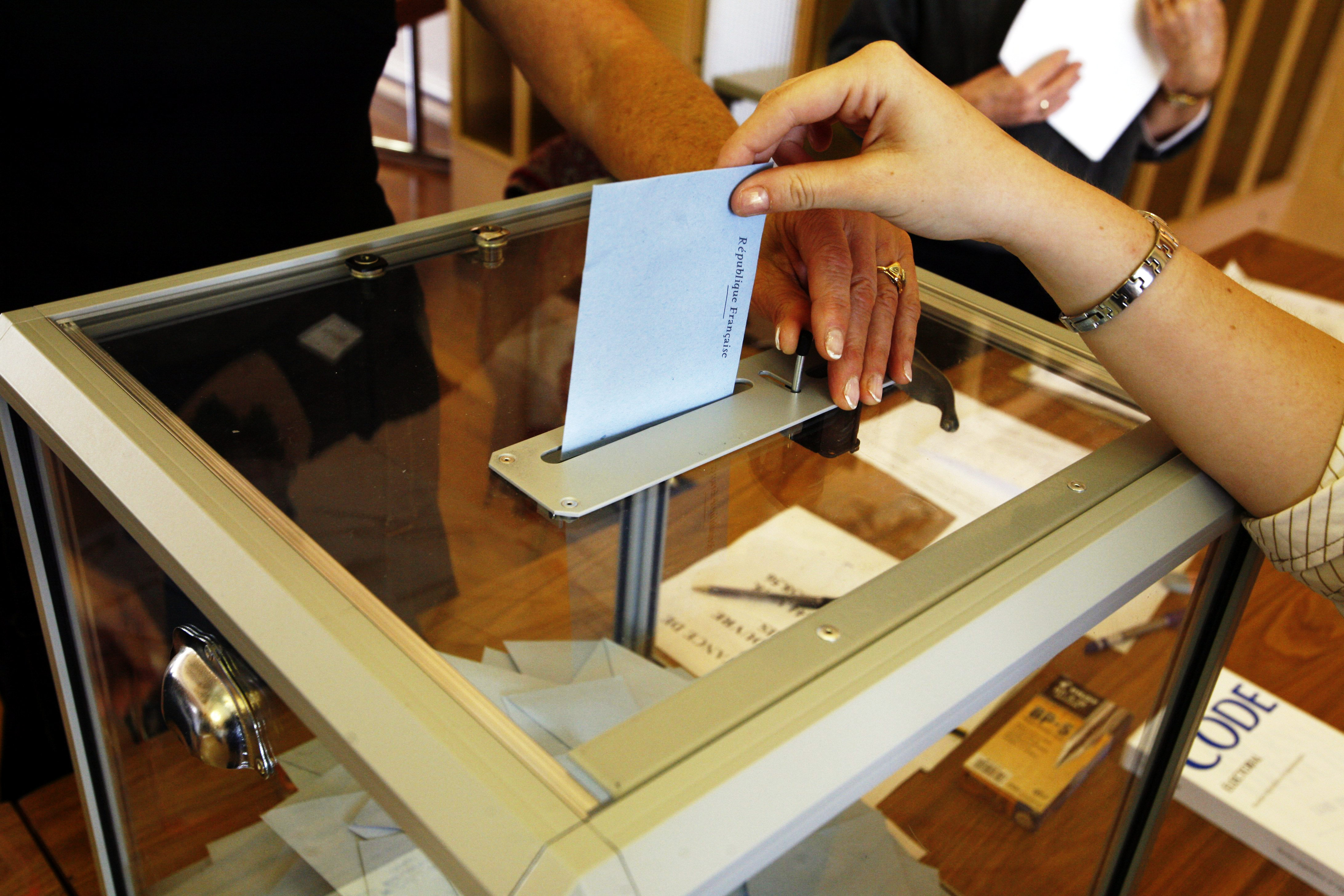
Một người phụ nữ đang bỏ lá phiếu của cô ấy trong vòng hai của cuộc bầu cử tổng thống Pháp năm 2007.

Dân chủ có nghĩa là một hệ thống chính phủ được thành lập và mang tính chính danh thông qua bầu cử. Tuy nhiên, không phải ai cũng được ứng cử trong các cuộc bầu cử; chỉ có những người tham gia mới được lựa chọn để ứng cử. Thêm vào đó, không phải ai cũng được đi bầu. Hầu hết các nước dân chủ chỉ cho phép những người dân đủ tuổi (thường là 18) bầu. Một số quốc gia không cho một số người khác bầu (chẳng hạn như người phạm tội).
Vài hệ thống bầu cử, như các hình thức đại diện tỷ lệ, muốn nhắm chắc được là tất cả các nhóm chính trị kể cả nhóm thiểu số của các đảng nhỏ đều được có mặt "đồng đều" trong các cơ quan lập pháp, theo tỷ lệ số phiếu trong tay; thay vì theo hình thức đại diện đa số tức là theo tỷ số của toàn bộ cử tri mà họ chiếm được trong một vùng nào đó. Cái mâu thuẫn của tỷ lệ với đại diện không phải chỉ là một vấn đề lý thuyết, vì thực ra cả hai hình thức rất thông dụng trên thế giới, mỗi hình thức dựng nên một loại chính phủ khác biệt. Một điểm chính hay được tranh biện là vấn đề có một người trực tiếp thay mặt cho cử tri địa phương, hay là để cho lá phiếu của mỗi người đều giống nhau, bất kể người đó đang sống tại nơi nào trong quốc gia. Vài quốc gia như Đức và Tân Tây Lan muốn có cả đại diện từng vùng lẫn đại diện tỷ lệ, cả hai hiện diện song song mà không lấn át nhau. Hệ thống này thường được gọi là Mixed Member Proportional tạm dịch là Phân thân Tỷ lệ.
Việc bầu cử, tự nó, không phải là một điều kiện đủ cho nền dân chủ tồn tại. Nhiều chế độ độc đoán hay độc tài thường tổ chức bầu cử để giả mạo một chế độ dân chủ. Tuy nhiên, trong các cuộc bầu cử, họ đã đặt ra nhiều hạn chế như hạn chế người đủ tiêu chuẩn ra ứng cử, hạn chế quyền hạn của những đại biểu, hay những chính sách họ có thể lựa chọn, bầu cử không tự do và công bằng (đe dọa những người bầu cho một ứng cử viên nào đó), giả mạo kết quả... Một số ví dụ trong lịch sử của những nền "dân chủ" này là Iraq dưới quyền Saddam Hussein, Philippines thời Ferdinand Marcos. Những nhà độc tài cũng có thể lợi dụng nền dân chủ để nắm chính quyền sau đó thủ tiêu luôn nền dân chủ.
Một khó khăn đang thấy trong các nền dân chủ là phí tổn ngày càng cao của các mùa tranh cử, khiến cho ứng cử viên phải dựa vào sự tài trợ của người giàu. Sau khi đắc cử họ phải làm luật theo hướng có lợi cho những người đã tài trợ cho họ. Một vấn đề khác của nền dân chủ là đám đông không phải lúc nào cũng sáng suốt, đủ trưởng thành về mặt chính trị để bầu ra những lãnh đạo tốt. Những cuộc bầu cử luôn bị chi phối bởi các hoạt động tuyên truyền chính trị. Phe phái nào tuyên truyền có hiệu quả hơn có thể chiếm được nhiều cử tri hơn do đó sẽ đắc cử. Để đánh bại đối thủ, các ứng cử viên phải hứa cho đi nhiều hơn nữa còn chi phí và nợ nần sẽ do thế hệ sau trả. Hơn nữa họ phải trì hoãn các chính sách cần thiết nhưng không nhận được sự ủng hộ của công chúng để giành chiến thắng trong bầu cử. Kết quả là các vấn đề như thâm hụt ngân sách, nợ công cao, tỷ lệ thất nghiệp cao được đẩy từ lãnh đạo này sang lãnh đạo khác.

### Văn hóa dân chủ

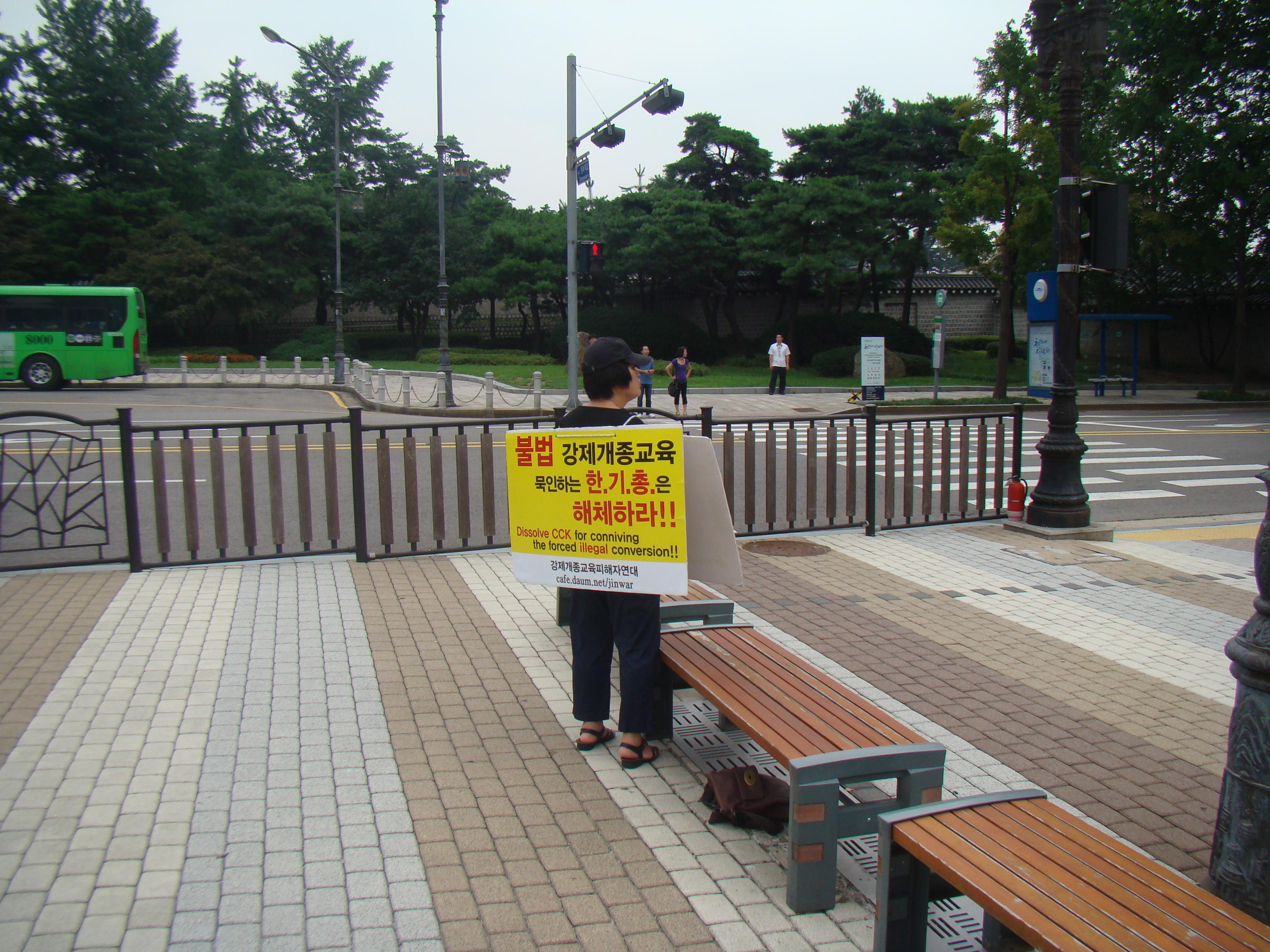
Một công dân Hàn Quốc đang biểu tình (dù chỉ có một mình) trước Nhà Xanh

Tại các quốc gia không có truyền thống dân chủ vững chắc, chỉ riêng tự do bầu cử thì hiếm khi chuyển đổi được chế độ độc tài thành dân chủ, mà còn cần phải có sự thay đổi lớn trong văn hóa chính trị, tập quán sinh hoạt chính trị và tạo dựng được những định chế của một nhà nước dân chủ. Không những vậy nền dân chủ còn cần đến sự trung lập và phục tùng dân sự của các cơ quan bạo lực như quân đội, công an. Nếu không tạo lập được những yếu tố vừa kể thì một cuộc cách mạng nhân danh dân chủ chỉ dẫn tới hỗn loạn, nội chiến và thanh trừng lẫn nhau chứ không bao giờ thiết lập nổi một nền dân chủ. Ta thấy như trong trường hợp Cách mạng Pháp hay Uganda hay Iran ngày nay, đều là chỉ đạt được dân chủ giới hạn một thời gian, cho đến khi xuất hiện những thay đổi lớn thì mới có được nền dân chủ trong đó nhân quyền và dân quyền được nhà nước tôn trọng, các phe phái có thể đối thoại với nhau và chấp nhận giành quyền lực thông qua bầu cử. Cách mạng Pháp là một điển hình cho thấy một cuộc cách mạng nhân danh dân chủ, tự do đã dẫn đến việc các nhà cách mạng sau khi chém giết những người thuộc chính quyền cũ lại quay sang chém giết lẫn nhau. Cuộc cách mạng này đưa nước Pháp vào tình trạng bạo lực và hỗn loạn trong thời gian dài dẫn đến việc người ta phải tái lập lại nền quân chủ để ổn định xã hội, tuy nhiên nước Pháp vẫn bị chia rẽ trong hàng trăm năm sau đó.
Một yếu tố của nền nếp dân chủ là ý niệm "đối lập tốt, đối lập trung thành". Tại những quốc gia có tập quán thay đổi chính quyền bằng bạo lực, thì điều này hẳn nhiên rất khó. Danh từ này ý nói là mọi phe trong một quốc gia dân chủ đều một lòng chấp nhận một số giá trị căn bản. Tuy vẫn có bất đồng ý kiến, các phe tương tranh đều chấp nhận sự tồn tại của nhau, chấp nhận sự khác biệt và chấp nhận mỗi phe đều có vai trò chính đáng, quan trọng trong nền chính trị. Những quy tắc căn bản của xã hội phải khuyến khích việc tranh cãi trong tinh thần ôn hòa, khoan dung, chấp nhận khác biệt, lịch sự và tôn trọng lẫn nhau. Trong những xã hội đó, người thua chấp nhận quyết xét của lá phiếu chung sau khi bầu cử, và trao chuyển quyền lực trong hòa bình. Cả hai bên phải hợp tác để giải quyết những vấn đề chung của xã hội. Người thua như vậy sẽ được yên lòng là sẽ không mất mạng hay mất tự do, và có thể tiếp tục tham dự hoạt động chính trị. Phe đối lập tiếp tục tham gia vào nền chính trị và được thừa nhận họ đóng vai trò quan trọng trong nền chính trị quốc gia. Họ không phải trung thành với những chính sách của chính phủ mà là với căn bản hợp pháp của quốc gia và tiến trình dân chủ. Cuộc bầu cử dân chủ không phải là một cuộc đấu tranh sinh tồn giữa các đảng phái chính trị mà là một cuộc cạnh tranh để phục vụ.

### Đa số chuyên chế

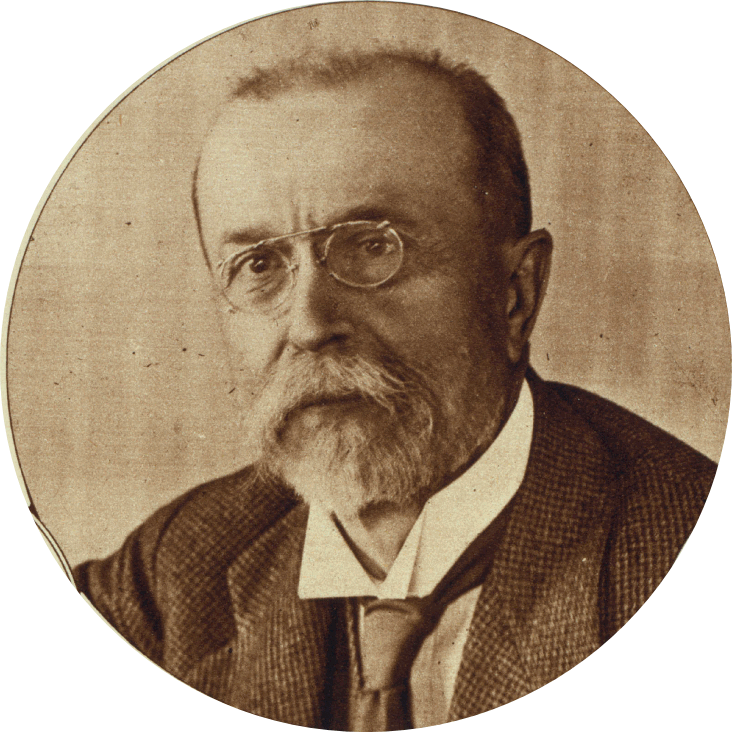
Tomáš Garrigue Masaryk, Tổng thống Tiệp Khắc đầu tiên, đã nói "Demokracie má své chyby, protože občané mají své chyby. Jaký pán, takový krám." ("Dân chủ có sai lầm của nó bởi vì nhân dân có sai lầm của họ. Như là người chủ cửa hàng.")

Người ta sợ rằng cai trị bằng đa số có thể đưa đến nạn "đa số chuyên chế", dù có được ủy quyền bởi số lớn từ mọi tầng lớp hay không. Đó là cái nạn xảy ra khi một hệ thống dân chủ có thể trao quyền cho đại biểu dân cử để họ thay mặt hành động theo ý kiến của đa số, chống lại một thiểu số nào đó. Như vậy rõ ràng là có thể phá hỏng nguyện vọng dân chủ, là muốn trao quyền cho tất cả mọi công dân. Trong nhà nước dân chủ, phe thiểu số không bị đa số tước các quyền dân sự và chính trị của mình. Thiểu số chỉ phục tùng các quyết định của đa số với điều kiện các quyết định đó không vi phạm các quyền của phe thiểu số. Việc đa số đưa ra các quyết định xâm phạm lợi ích của thiểu số cũng bị xem là vi phạm nguyên tắc dân chủ vì theo nguyên tắc này tất cả mọi thành viên trong xã hội đều có quyền ngang nhau. Bản chất của dân chủ là bảo vệ quyền và lợi ích của thiểu số trước xu hướng lấn áp, tước đoạt của đa số. Điều này khác với bản chất của chủ nghĩa toàn trị là những người cai trị nhân danh đa số để đàn áp những nhóm thiểu số trong xã hội.
Nền dân chủ có những cơ chế để tránh tình trạng đa số chuyên chế. Hiến pháp bảo vệ xã hội dân chủ chống lại nạn chuyên chế của đa số. Muốn thay đổi hiến pháp cần phải có đa số tuyệt đối đại biểu, hoặc cần thẩm phán và thẩm phán đoàn theo các thủ tục đã được quy định, hoặc, trường hợp hiếm là cần một cuộc trưng cầu dân ý. Những điều kiện này thường được kết hợp với nhau. Ngoài ra, sự phân quyền thành lập pháp, hành pháp và tư pháp làm đa số khó có thể làm theo ý riêng. Tuy nhiên, đa số vẫn có thể chèn ép thiểu số một cách hợp pháp nhưng thiểu số đó phải rất yếu, và trên thực tế thì phải có một đa số mạnh đồng ý điều đó. Một lý luận nữa là các nhóm, đa số hay thiểu số, tùy theo vấn đề, thường rất là những nhóm khác nhau; như vậy phe đa số phải cẩn thận cân nhắc ý kiến của thiểu số, đề phòng trường hợp tối hậu trở thành thiểu số. Một lý luận khác là tuy có những bất trắc, cai trị theo đa số vẫn tốt hơn các chính thể khác, và đa số chuyên chế dù sao thì cũng là khá hơn là thiểu số chuyên chế.
Sau đây là vài trường hợp đa số chuyên chế:
- Tại Pháp, có người cho rằng việc cấm biểu dương các dấu hiệu tôn giáo trong trường công là xâm phạm quyền tự do tín ngưỡng của người dân.
- Tại Hoa Kỳ:
  - lưu hành tài liệu khiêu dâm được coi là bất hợp pháp nếu các tài liệu này vi phạm những "tiêu chuẩn cộng đồng".
  - các người sách động phe "duy sinh" (chống phá thai) gọi những đứa bé chưa sinh là một phe thiểu số bị áp bức.
  - trong cuộc chiến tranh của Mỹ tại Việt Nam, chế độ quân dịch bị chỉ trích là áp bức một thiểu số bị mất quyền, là các người 18 đến 21 tuổi. Đáp lại, người ta nâng tuổi quân dịch lên 19 tuổi và tuổi đi bầu hạ xuống khắp nước (cùng với tuổi được uống rượu tại vài tiểu bang). Như vậy, tuy không còn bị mất quyền, số người tuổi quân dịch càng bị ít đi hơn.
- Phe đa số thường đánh thuế giới thiểu số giàu có với tỷ lệ cao hơn, với mục đích buộc giới giàu có phải gánh vác số thuế cao hơn để phục vụ những nhu cầu xã hội.
- Tại nhiều nước trên thế giới, những người nghiện thuốc cho vui thì được coi là một thiểu số đáng kể đang bị đa số áp bức qua luật pháp bắt tội nghiện ngập. Tại nhiều nước, phạm luật nghiện ngập còn bị mất quyền bỏ phiếu.
- Trong vấn đề này, người ta cũng hay nói đến thái độ xã hội đối với đồng tính luyến ái. Ví dụ là Anh Quốc trong thế kỷ XIX và hầu hết thế kỷ XX đã hình sự hóa xu hướng tình dục của giới này, nổi tiếng nhất là vụ án Oscar Wilde và Alan Turing.
- Adolf Hitler đã đạt được nhiều nhất tổng số phiếu của các phe thiểu số trong nền dân chủ Cộng hòa Weimar năm 1933. Điều này đáng bàn đến vì Hitler đã chẳng bao giờ chiếm được đa số phiếu, cho nên vụ này có thể gọi là chuyên chế của một thiểu số. Sau khi hủy bỏ hệ thống dân chủ, thì chế độ này liền bắt đầu đàn áp các lực lượng chính trị khác.

### Vai trò của cử tri
Trong lịch sử, quyền bầu cử từng bị giới hạn chỉ dành cho một tầng lớp nào đó như giới quý tộc, công dân tự do, những người có thu nhập cao, nam giới. Hiện nay, ở các quốc gia có nền dân chủ công dân nam và nữ đến tuổi đi bầu đều có quyền bầu cử. Tuy nhiên nhà nước dân chủ không phải là thể chế ổn định chỉ đơn thuần nhờ kiến tạo được một hiến pháp dân chủ. Nền dân chủ cần có một cử tri đoàn thận trọng và quan tâm để lựa chọn, và sau đó kiểm soát bằng sức mạnh của công luận đối với chính trị gia mà họ chọn để lãnh đạo quốc gia. Trong xã hội dân chủ, các nghiệp đoàn, các quan chức và người dân phải có quan điểm của mình. Theo Lý Quang Diệu, sự vận hành của hệ thống dân chủ về cơ bản là những vấn đề quan trọng được đặt ra trước nhân dân qua các cuộc bầu cử. Bất kỳ ai được lựa chọn để đại diện cho nhân dân đều được kỳ vọng thực hiện những nhiệm vụ mà người dân trao cho họ. Tuy nhiên đám đông không phải lúc nào cũng sáng suốt, đủ trưởng thành về mặt chính trị để bầu ra những lãnh đạo tốt. Đôi khi người dân cảm thấy chán nản với những cải tiến đều đặn nên họ bỏ phiếu cho một sự thay đổi chỉ để thay đổi. Chế độ dân chủ chỉ có tác dụng tích cực nếu mỗi người dân lựa chọn một cách có lý trí từ nhiều lựa chọn mà họ nhận được trong cuộc bầu cử. Họ phải hài hòa những hy vọng và mong muốn của mình với những gì các đảng phái đưa ra. Hệ thống dân chủ sụp đổ nếu người dân có lựa chọn phi lý. Nền dân chủ cũng thất bại nếu không một đảng nào đưa ra được một sự lựa chọn duy lý. Nền dân chủ cũng có thể tạo ra những luật kém chất lượng được thiết kế bởi những kẻ mị dân để làm hài lòng những cử tri thiếu thông tin và để thỏa mãn cảm xúc của dân chúng. Chính đám đông thiếu hiểu biết và hành động theo cảm xúc thay vì lý trí sẽ quyết định kết quả của cuộc bầu cử. Chính vì thế một số quốc gia chưa có nền dân chủ theo mô hình phương Tây vẫn dè dặt trong việc mở rộng các quyền tự do chính trị như thành lập đảng phái, tự do ứng cử và bầu cử vì e ngại công dân nước họ chưa đủ trưởng thành về mặt chính trị để ra các quyết định chính trị có lý trí thông qua bầu cử.
Cử tri không phải là một khối thuần nhất mà bao gồm nhiều nhóm lợi ích khác nhau. Mỗi nhóm có nhu cầu và nguyện vọng riêng. Mỗi công dân là thành viên của một nhóm lợi ích nào đó có các lợi ích gắn liền với cuộc sống của họ. Đối với những vấn đề này công dân được xem là có đầy đủ thông tin và muốn có tác động lên chúng hoặc ít nhất những thành viên tinh hoa của mỗi nhóm sẽ là đại diện nhóm trong tiến trình dân chủ nên dân chủ không phải là sự cai trị của đa số mà là sự cai trị của thiểu số. Chính sách và luật pháp trong xã hội dân chủ là kết quả của quá trình mặc cả giữa các nhóm lợi ích. Tuy nhiên các nhóm lợi ích không hình thành một cách dễ dàng. Chỉ những nhóm lợi ích được định hướng bởi những lợi ích kinh tế mạnh mẽ sẽ thành công trong việc tập hợp lại để tác động vào nhà nước tốt hơn. Do đó chỉ một số nhóm lợi ích có tiềm lực mạnh mới có thể tác động vào nhà nước do đó nhà nước sẽ phục vụ cho những nhóm lợi ích này. Chính vì vậy sự tác động của các nhóm lợi ích vào nhà nước sẽ tạo ra một nhà nước thiếu hiệu quả phục vụ lợi ích của một số nhóm xã hội trong khi bắt những nhóm khác gánh chịu chi phí và tạo ra những chính sách có chi phí lớn hơn là lợi ích. Chính vì vậy một số học giả cho rằng nhà nước dân chủ sẽ tạo ra sự phi hiệu quả trong việc hoạch định và thực thi chính sách vì vậy phải chuyển một số chức năng của nhà nước cho thị trường và nên giới hạn chức năng của nhà nước trong việc bảo vệ quyền sở hữu và những quyền tự do cơ bản do đó những công dân bình thường có thể hiểu được những chính sách của nhà nước và có thể kiểm soát nhà nước tốt hơn.
Nền dân chủ vẫn cần một tầng lớp tinh hoa để dẫn dắt xã hội. Vai trò của dân chúng đơn thuần là bảo đảm sự luân chuyển địa vị lãnh đạo quốc gia giữa những cá nhân trong tầng lớp tinh hoa một cách hòa bình và êm thắm. Công dân phải sẵn sàng ủng hộ các nhà lãnh đạo mà họ bầu chọn bằng cách nỗ lực và chấp hành kỷ luật để đạt được những mục tiêu đã nhất trí với nhau. Những người theo thuyết tinh hoa cho rằng nhân dân không nên tham gia vào cuộc tranh luận về những vấn đề quốc gia và tầm nhìn của tầng lớp tinh hoa không nên chịu tác động của dân chúng. Những người dân bình thường không có đủ thông tin và kiến thức về các vấn đề xã hội để có thể tham gia hoạch định chính sách. Sự tham gia của họ chỉ tạo ra nhiễu loạn thông tin và khiến những quan điểm thiển cận, thiếu sáng suốt chiếm ưu thế do chúng được đám đông thiếu trí tuệ hỗ trợ. Tầng lớp tinh hoa nên tách rời khỏi đám đông và tự quyết định nên vận hành xã hội như thế nào.

### Vai trò các đảng phái
Les Marshall, chuyên gia nghiên cứu về dân chủ cho các quốc gia vốn chưa có dân chủ, ghi nhận rằng "trên toàn cầu, ngoài chính thể dân chủ đa đảng, không còn cách nào khác cho các quốc gia này có thể tạo dựng dân chủ cả". Theo Lý Quang Diệu, hệ thống dân chủ còn phải có các chính đảng trung thực và đủ năng lực để nhân dân có thể lực chọn những đảng lãnh đạo thay thế. Chế độ dân chủ có thành công trong việc tạo ra bộ máy hành chính trung thực hay không tùy thuộc vào việc liệu có đủ người được đào tạo tốt sẵn sàng đảm nhận trách nhiệm của mình thay vì nhìn đất nước đi xuống hay không. Trong nền dân chủ, các đại biểu dân chủ thường là thành viên các phe phái chính trị. Điều này có thể khiến cho các đại biểu phải tuân theo đường hướng của đảng, thay vì đi theo ý muốn của cử tri hoặc chính lương tâm của họ.
Một quốc gia muốn có nền dân chủ thì phải xây dựng một hiến pháp dân chủ và một hệ thống luật pháp làm cơ sở cho nền dân chủ vận hành. Nếu các đảng phái không tôn trọng hiến pháp và pháp luật thì không thể nào duy trì nền dân chủ. Trong trường hợp đó xung đột chính trị sẽ nảy sinh và có thể biến thành bạo lực thậm chí là nội chiến. Việc các đảng phái nghiêm túc tuân thủ hiến pháp và pháp luật là điều kiện tiên quyết để nền dân chủ có thể tồn tại. Các quốc gia thất bại trong việc xây dựng nền dân chủ thông thường vì họ không xây dựng được hiến pháp và hệ thống luật pháp làm cơ sở cho nền dân chủ hoặc các đảng phái không tôn trọng luật pháp của quốc gia đó. Một vấn đề khác là tầng lớp tinh hoa chính trị và đồng minh của họ sẽ mở rộng quyền lực của chính phủ và giới quan liêu vì lợi ích của họ nếu công chúng không quan tâm đến điều này vì vậy phải có cơ chế để hạn chế quyền lực của giới tinh hoa.

### Vai trò của xã hội dân sự
Một quyền cơ bản để tạo nên nền dân chủ là mọi cá nhân có quyền tự do hội họp, tự do tổ chức và thành lập các hội dưới nhiều dạng khác nhau của tổ chức phi chính phủ. Khi những người có cùng lợi ích tập hợp nhau lại, khi đó tiếng nói của họ sẽ được lắng nghe và cơ hội để gây ảnh hưởng đối với các cuộc tranh luận về chính trị sẽ được tăng lên. Như Alexis de Tocqueville, nhà nghiên cứu chính trị nổi tiếng thế kỷ XIX, đã viết: "Không có một đất nước nào mà sự đòi hỏi cấp thiết phải có các hiệp hội để chống lại sự chuyên chế bè cánh và sự độc đoán lãnh đạo như một đất nước được xây dựng theo kiểu dân chủ".

## Các hình thức dân chủ cơ bản

### Dân chủ trực tiếp
Dân chủ trực tiếp, hay còn gọi là dân chủ thuần túy  là một hình thức nhà nước dân chủ trong đó các công dân của một quốc gia trực tiếp bỏ phiếu thông qua luật pháp của quốc gia đó thay vì bầu ra các đại diện để chấp thuận các luật đó. Dân chủ trực tiếp hiện đại đặc trưng bởi ba trụ cột chính là:
- Quyền đề xướng luật lệ
- Trưng cầu dân ý bao gồm cả trưng cầu dân ý bắt buộc cho phép nhân dân bỏ phiếu phủ quyết sự ban hành pháp luật
- Bãi nhiệm bằng cách gửi kiến nghị hoặc trưng cầu dân ý cho phép nhân dân có quyền bãi nhiệm những người đã được bầu ra

Tiểu bang Appenzell Innerrhoden của Thụy Sĩ hiện nay hay thị quốc Athens thời cổ đại là một ví dụ điển hình nhất của một nền dân chủ trực tiếp. Trong khi đó Mỹ dù là một quốc gia cộng hòa liên bang nhưng không tồn tại dân chủ trực tiếp ở mức liên bang. Dân chủ trực tiếp bị những người lập bản Hiến pháp Mỹ và một vài người ký vào bản Tuyên ngôn độc lập Hoa Kỳ phản đối mạnh mẽ. Họ nhận thấy sự nguy hiểm trong việc nhóm đa số sẽ áp đặt nguyện vọng của họ lên nhóm thiểu số. Ở nền dân chủ trực tiếp, các đảng chính trị không thực sự có hiệu lực, bởi vì người dân không cần phải tuân thủ các quan điểm chung. Những người ủng hộ hình thức dân chủ trưc tiếp cho rằng nó có thể khắc phục được những hạn chế của dân chủ đại diện hay dân chủ đại nghị: đó là sự tham nhũng, sự thiếu minh bạch trong chính trị, sự bảo trợ và gia đình trị.

### Dân chủ đại diện
Dân chủ đại diện (cũng được gọi là dân chủ gián tiếp, hay dân chủ đại nghị) là một hình thức nhà nước dân chủ được các "đại diện" của người dân vận hành trên nguyên tắc thi hành chủ quyền nhân dân (Popular sovereignty), "đại diện" ở đây có thể hiểu là những đại biểu được bầu lên và đại diện cho ý chí của một nhóm người nào đó. Gần như tất cả các nền dân chủ phương Tây hiện đại là mang hình thức dân chủ đại diện.

### Dân chủ bán trực tiếp
Những nền dân chủ kết hợp những yếu tố của cả hai hình thức dân chủ đại diện và dân chủ trực tiếp, được gọi là nền dân chủ hỗn hợp hoặc nền dân chủ bán trực tiếp. Ví dụ bao gồm Thụy Sĩ hiện nay và một số tiểu bang của Hoa Kỳ.

## Các biến thể của nền dân chủ

### Quân chủ lập hiến
Quân chủ lập hiến hay quân chủ đại nghị là một hình thức tổ chức nhà nước giữ nguyên vai trò của vua hay quốc vương từ thời phong kiến nhưng mọi quyền lực, mọi chi phối trong các hoạt động trong xã hội không còn tập trung trong tay vua hay nữ hoàng. Vua hay nữ hoàng chỉ là người lãnh đạo tinh thần. Còn mọi quyền lực, mọi chi phối trong các hoạt động trong xã hội đều do nghị viện, thủ tướng do người dân bầu ra lãnh đạo. Trong chính thể quân chủ lập hiến, nhà vua hay nữ hoàng là nguyên thủ quốc gia, nhưng về quyền lực thì chỉ mang tính chất tượng trưng, đại diện cho truyền thống dòng tộc và sự thống nhất của quốc gia. Chính thể quân chủ lập hiến ở nhiều nước phát triển như Nhật, Anh, Thụy Điển, Đan Mạch, Canada... ngày nay thực chất mang hình thức của một nền dân chủ đại diện.

### Cộng hòa lập hiến
Bản thân cụm từ "cộng hòa" có nhiều ý nghĩa khác nhau, nhưng ngày nay thường dùng để đề cập đến một nền dân chủ đại diện với một người đứng đầu nhà nước, chẳng hạn như một tổng thống hoặc một chủ tịch nước, được nhân dân bầu lên và chỉ có thể nắm quyền trong một khoảng thời gian hạn chế. Điều này trái ngược với các quốc gia quân chủ lập hiến nơi người đứng đầu nhà nước thường là một vị vua hoặc nữ hoàng có thể cai trị trọn đời, mặc dù về bản chất thì cả hai cũng đều là hình thức dân chủ đại diện.

### Dân chủ tự do
Trong biến thể phổ biến của dân chủ là dân chủ tự do, quyền lực của đa số được thực hiện trong khuôn khổ của một nền dân chủ đại diện, nhưng hiến pháp giới hạn đa số và bảo vệ thiểu số—thường thông qua việc được hưởng tất cả các quyền cá nhân nhất định, ví dụ như quyền tự do ngôn luận hoặc quyền tự do hiệp hội.

### Dân chủ xã hội chủ nghĩa
Các nước xã hội chủ nghĩa có mô hình chính trị mô phỏng Liên Xô không phải là nền dân chủ theo cách hiểu của phương Tây. Dân chủ là một lý tưởng được nhắc đến trong Tuyên ngôn của đảng cộng sản được soạn thảo bởi Karl Marx và Friedrich Engels.

## Tác động của dân chủ

### Ổn định chính trị
Vì hệ thống dân chủ cho phép công chúng có quyền tước bỏ giới cầm quyền mà không cần thay đổi căn bản luật pháp của chính thể, nó làm cho công dân tin rằng họ có thể bất đồng với chính sách hiện thời, nhưng sẽ luôn có cơ hội thay đổi giới cầm quyền, hoặc thay đổi chính sách. Điều này có thể giảm bớt những bất trắc và bất an chính trị hơn là thay đổi chính trị bằng bạo động. Phe đề xướng dân chủ cho rằng bằng chứng theo thống kê rõ ràng chứng tỏ là càng nhiều dân chủ thì càng ít bạo động nội bộ và diệt chủng (democide). Điều này thường được gọi là Luật Rummel, rằng người dân càng ít tự do dân chủ thì càng dễ bị giới cai trị giết chết.

### Tham nhũng
Các nước mới chuyển đổi sang nền dân chủ sẽ bùng nổ tình trạng tham nhũng do ảnh hưởng của chế độ độc tài trước nhưng những nước có nền dân chủ vững chắc lại ít tham nhũng. Những điều kiện chính trị ban đầu và thành tựu dân chủ đạt được sẽ quyết định mức độ tham nhũng ở một quốc gia. Dân chủ càng cao thì càng ít tham nhũng nhưng tiềm năng chống tham nhũng của nền dân chủ phụ thuộc nhiều điều kiện khác nhau chứ không đơn thuần là sự tồn tại của cạnh tranh chính trị thông qua hệ thống bầu cử đã đủ để làm giảm tham nhũng.

### Hiệu quả của nhà nước
Điều kiện tiên quyết để có nền dân chủ ổn định là phải có bộ máy nhà nước có hiệu quả. Có quan điểm cho rằng nếu thiếu điều kiện này thì nền dân chủ không thể tự tạo ra bộ máy nhà nước hiệu quả. Nền dân chủ cần một bộ máy nhà nước hiệu quả hơn bất cứ chế độ chính trị nào khác bởi vì nó cho phép nhiều lực lượng xã hội tham gia cạnh tranh chính trị. Một chế độ độc tài có thể tồn tại không cần đến bộ máy nhà nước hiệu quả nhưng nền dân chủ chỉ có thể tồn tại khi có một nhà nước hiệu quả. Cuối cùng chế độ dân chủ buông lỏng việc kiểm soát xã hội do đó có thể dẫn đến ly khai, sự thiếu tôn trọng hoặc mong đợi quá mức của dân chúng đối với nhà nước hoặc dẫn đến tình trạng vô tổ chức, vô chính phủ. Hơn nữa mong muốn đòi quyền bình đẳng lớn hơn sẽ khiến những sắc tộc, tôn giáo, cộng đồng, khu vực, tầng lớp... vốn dĩ mờ nhạt nổi lên và có động lực để phản kháng. Dân chủ không có khả năng tạo ra bộ máy nhà nước hiệu quả nhưng nó cho phép người dân loại bỏ những chính phủ thiếu hiệu quả mà không cần dùng đến vũ lực. Friedrich Hayek nhận xét "Dân chủ đã chứng tỏ rằng nó không phải là một công cụ chắc chắn chống lại sự chuyên chế và độc tài như từng được hy vọng. Tuy nhiên, với vai trò như một công ước cho phép bất kỳ đa số nào cũng có quyền loại bỏ một chính phủ mà mình không ưa, dân chủ có một giá trị không thể đo đếm được".
Trong chế độ dân chủ, nhà nước có khả năng hoạch định và thực thi chính sách càng cao thì mức độ dân chủ càng cao. Những nước có bộ máy nhà nước có khả năng đồng hóa, điều chỉnh và điều khiển xã hội cao hơn sẽ có mức độ dân chủ cao hơn. Điều này không liên quan đến những yếu tố địa lý và kinh tế. Khả năng thu ngân sách và tái phân phối thu nhập không liên quan đến mức độ dân chủ nhưng là điều kiện cơ bản quyết định mức độ tham gia của dân chúng vào nền dân chủ. Nền dân chủ với bộ máy nhà nước có hiệu quả có thể cung cấp hàng hóa và dịch vụ công cơ bản tốt hơn những nền dân chủ có bộ máy nhà nước thiếu năng lực. Nghĩa là khả năng phục vụ xã hội tùy thuộc hiệu quả của bộ máy nhà nước hơn là hình thức nhà nước. Hiệu quả bộ máy nhà nước quan trọng đối với sự hài lòng của người dân về cách nền dân chủ hoạt động hơn là ý thức hệ thích hợp với họ. Một bộ máy hành chính công bằng và hiệu quả có ý nghĩa hơn là những cơ quan đại diện.
Nền dân chủ khuyến khích các chính trị gia theo đuổi các mục tiêu ngắn hạn. Nhiều chính trị gia không thấy gì hơn ngoài kỳ bầu cử kế tiếp và họ chỉ muốn nương theo xu thế của đám đông. Các chính phủ nhìn chung thích cách xử lý nhanh chóng để dập tắt các triệu chứng nhưng không giải quyết tận gốc căn nguyên của các vấn đề của xã hội do đó nền dân chủ hiện đại thiển cận. Chu kỳ bầu cử trong mô hình của chế độ dân chủ tạo ra những khung thời gian chính trị ngắn nên các chính trị gia đưa ra những chính sách để lôi kéo cử tri trong kỳ tranh cử kế tiếp, trong khi bỏ qua những vấn đề dài hạn mà không thể giúp họ thu được sự ủng hộ của cử tri ngay lập tức. Những nhóm lợi ích có khả năng lợi dụng hệ thống chính trị nhằm đạt những lợi ích ngắn hạn cho bản thân họ trong khi đẩy thiệt hại về lâu dài cho phần còn lại của xã hội. Việc các tập đoàn cấu kết với hệ thống chính trị là một hiện tượng toàn cầu khiến việc hoạch định chính sách dài hạn bị gạt khỏi nghị trình. Các nền dân chủ đại nghị bỏ qua lợi ích của các thế hệ tương lai do họ không có quyền nào cả, không có cơ quan nào đại diện cho lợi ích và quan điểm của họ.

### Kinh tế
Những nước có Tổng sản phẩm quốc nội trên mỗi đầu người và Chỉ số phát triển con người (human development index) càng cao, và chỉ số nghèo càng thấp thì thường có nền dân chủ. Kinh tế gia nổi tiếng Amartya Sen ghi nhận là chưa có một chế độ dân chủ thực sự đã từng bị nạn đói lớn, kể cả những nước dân chủ vốn không giàu có suốt lịch sử, như Ấn Độ. Tuy nhiên, một số quốc gia như Liên Xô (thời Stalin), Trung Quốc, Hàn Quốc (thời Park Chung Hee), Đài Loan (thời Tưởng Kinh Quốc) đã đạt được mức tăng trưởng kinh tế thần kỳ dưới sự lãnh đạo của các nhà nước bị phương Tây xem là thiếu dân chủ trong khi đó nhiều quốc gia có nền dân chủ chưa bao giờ đạt mức tăng trưởng cao trong thời gian dài để trở thành cường quốc kinh tế. Nghiên cứu của Matthew A. Baum và David A. Lake cho thấy dân chủ không có tác động trực tiếp lên tăng trưởng kinh tế nhưng làm tăng tuổi thọ ở nước nghèo và tăng giáo dục trung học ở những nước không nghèo.
Không phải ai cũng đồng ý dân chủ thúc đẩy sự giàu có. Có người cho là hầu hết chứng cứ lại đưa đến kết luận là chính nhờ phát triển kinh tế làm dân giàu có hơn đưa đến dân chủ hóa. Theo nhà xã hội học Seymour Martin Lipset những quốc gia có thu nhập bình quân đầu người, mức độ công nghiệp hóa và đô thị hóa, trình độ giáo dục cao hơn sẽ dân chủ hơn (định luật Lipset). Đây là những điều kiện tiên quyết của nền dân chủ. Những nghiên cứu khác cũng cho thấy khẳng định của Lipset là đúng vì mức độ dân chủ của một quốc gia sẽ được cải thiện khi thu nhập bình quân đầu người của quốc gia đó tăng lên. Tuy nhiên dân chủ còn tùy thuộc vào nhiều yếu tố khác do đó dân chủ hóa cũng có thể diễn ra ở các nước có mức thu nhập thấp còn nước có thu nhập ngày càng cao như Trung Quốc hoặc những nước xuất khẩu dầu mỏ có thu nhập bình quân đầu người cao nhất thế giới như Brunei, Ả Rập Xê Út, Qatar, Kuwait... lại chưa có nền dân chủ theo cách hiểu của phương Tây.
Tuy nhiên, dân chủ cũng có những tác động tích cực lên nền kinh tế. Dân chủ giúp người làm chính sách có thể hiểu được nguyện vọng của nhân dân từ đó điều chỉnh chính sách cho phù hợp để hướng đến một nền kinh tế nhân bản phục vụ cho đời sống của đa số. Liên Xô thiếu dân chủ nên nền kinh tế của họ ngày càng xa rời nhu cầu của xã hội nên cuối cùng sụp đổ. Việc dân chủ hóa nền kinh tế bằng cách chuyển quyền quyết định từ các lãnh đạo doanh nghiệp sang cộng đồng là vấn đề được nhiều học giả quan tâm và cũng là cuộc đấu tranh chính trị đang diễn ra trong thế kỷ 21.

### Chiến tranh
Lý thuyết dân chủ hoà bình cho rằng chứng cớ thực tế cho thấy là hầu như không bao giờ có chiến tranh giữa các nước dân chủ. Một công trình nghiên cứu về những chiến tranh từ 1816 đến 1991 định nghĩa chiến tranh là khi nào có quân lính đánh nhau làm cho hơn 1000 người chết trận, và định nghĩa dân chủ là khi hơn 2/3 đàn ông có quyền bầu cử. Nghiên cứu này tìm ra 198 cuộc chiến tranh giữa các nước không dân chủ, 155 giữa các nước dân chủ đánh với các nước không dân chủ, và không có chiến tranh nào giữa những nước dân chủ với nhau.

## Các tổ chức bảo vệ dân chủ

### Liên Hợp Quốc
Liên Hợp Quốc xem dân chủ là một trong những nền tảng và giá trị cốt lõi của mình vì dân chủ cung cấp môi trường để bảo vệ và nhận thức tốt quyền con người. Những giá trị này được thể hiện trong Tuyên ngôn Quốc tế Nhân quyền và Công ước Quốc tế về các Quyền Dân sự và Chính trị. Những quyền chính trị và dân sự này là nền tảng của nền dân chủ. Liên Hợp Quốc hỗ trợ nền dân chủ thông qua các tổ chức thành viên của mình như United Nations Development Programme (UNDP), United Nations Democracy Fund (UNDEF), Department of Peacekeeping Operations (DPKO), Department of Political Affairs (DPA), Office of the High Commissioner for Human Rights (OHCHR), United Nations Entity for Gender Equality and the Empowerment of Women (UN Women). Những hoạt động này không tách rời khỏi các hoạt động nâng cao nhân quyền, phát triển, hòa bình và an ninh.

## Câu nói
- "Dân chủ là làm sao cho dân mở miệng, đừng để dân sợ không dám mở miệng, nhưng còn nguy hại hơn là khi người dân không thiết mở miệng nữa." - Hồ Chí Minh [58]
- "Nền tảng của một nhà nước dân chủ đó là quyền tự do" - Nhà triết học Hi Lạp cổ đại Aristotle [59]
- "Không ai cho rằng nền dân chủ là thứ hoàn hảo hay toàn thiện cả. Thực ra, dân chủ là hình thức chính thể tồi tệ nhất nếu không tính đến các chính thể khác từng tồn tại." - Winston Churchill [60]

### Tiếng Anh
- Dân chủ trên DMOZ
- Center for Democratic Network Governance
- Democracy at the Stanford Encyclopedia of Philosophy
- Is Democracy the BEST form of governance? Lưu trữ ngày 4 tháng 8 năm 2010 tại Wayback Machine at TooStep Lưu trữ ngày 7 tháng 5 năm 2010 tại Wayback Machine
- Dictionary of the History of Ideas: Democracy Lưu trữ ngày 20 tháng 3 năm 2008 tại Wayback Machine
- Ethical Democracy Journal
- The Economist Intelligence Unit’s index of democracy
- Alexis de Tocqueville, Democracy in America Lưu trữ ngày 11 tháng 4 năm 1997 tại Wayback Machine Full hypertext with critical essays on America in 1831-32 from American Studies at the University of Virginia
- Democracy Watch (Canada) –  Leading democracy monitoring organization
- Ewbank, N. The Nature of Athenian Democracy Lưu trữ ngày 17 tháng 12 năm 2011 tại Wayback Machine, Clio History Journal, 2009.

Critique
- Erik von Kuehnelt-Leddihn, Liberty or Equality Lưu trữ ngày 23 tháng 7 năm 2006 tại Wayback Machine
- J.K. Baltzersen, Churchill on Democracy Revisited, (24 tháng 1 năm 2005)
- GegenStandpunkt: The Democratic State: Critique of Bourgeois Sovereignty
- Does Democracy End Tyranny? Lưu trữ ngày 9 tháng 8 năm 2009 tại Wayback Machine
- Please Don't Vote

### Tiếng Việt
- Cẩm nang Dân chủ Lưu trữ ngày 24 tháng 9 năm 2015 tại Wayback Machine, democracy-handbook.org
- Nga cảnh báo chiêu bài dân chủ của thế lực bên ngoài